# Julia Baird
Julia Baird, född Dykins den 5 mars 1947 i Liverpool, är en brittisk författare. Hon är yngre halvsyster till John Lennon.

## Biografi
Baird är äldsta dottern till John "Bobby" Albert Dykins (1918–1965) och Julia Lennon (1914–1958). Bairds äldre halvbror var den engelska musikern John Lennon, hon hade också en äldre halvsyster, Ingrid Pederson. Hennes yngre syster var Jacqueline "Jacqui" Dykins (f. 1949). Sedan hennes mor blivit påkörd och avlidit 1958 blev Harriet och Norman Björk utsedda som vårdnadshavare för Julia och Jacqui.
Julia Dykins (Baird) gifte sig med Allen Baird 1968 och flyttade till Belfast. De fick tre barn tillsammans innan de skilde sig 1981. Baird har arbetat som speciallärare, och efter sin äldre bror John Lennons död skrev hon boken John Lennon, min bror (med Geoffrey Giuliano). 2004 slutade hon sitt arbete för att skriva Imagine This – Att växa upp med min bror John Lennon. Hon är nu styrelseledamot/delägare i Cavern City Tours i Liverpool.